# شبح تصویربرداری پزشکی

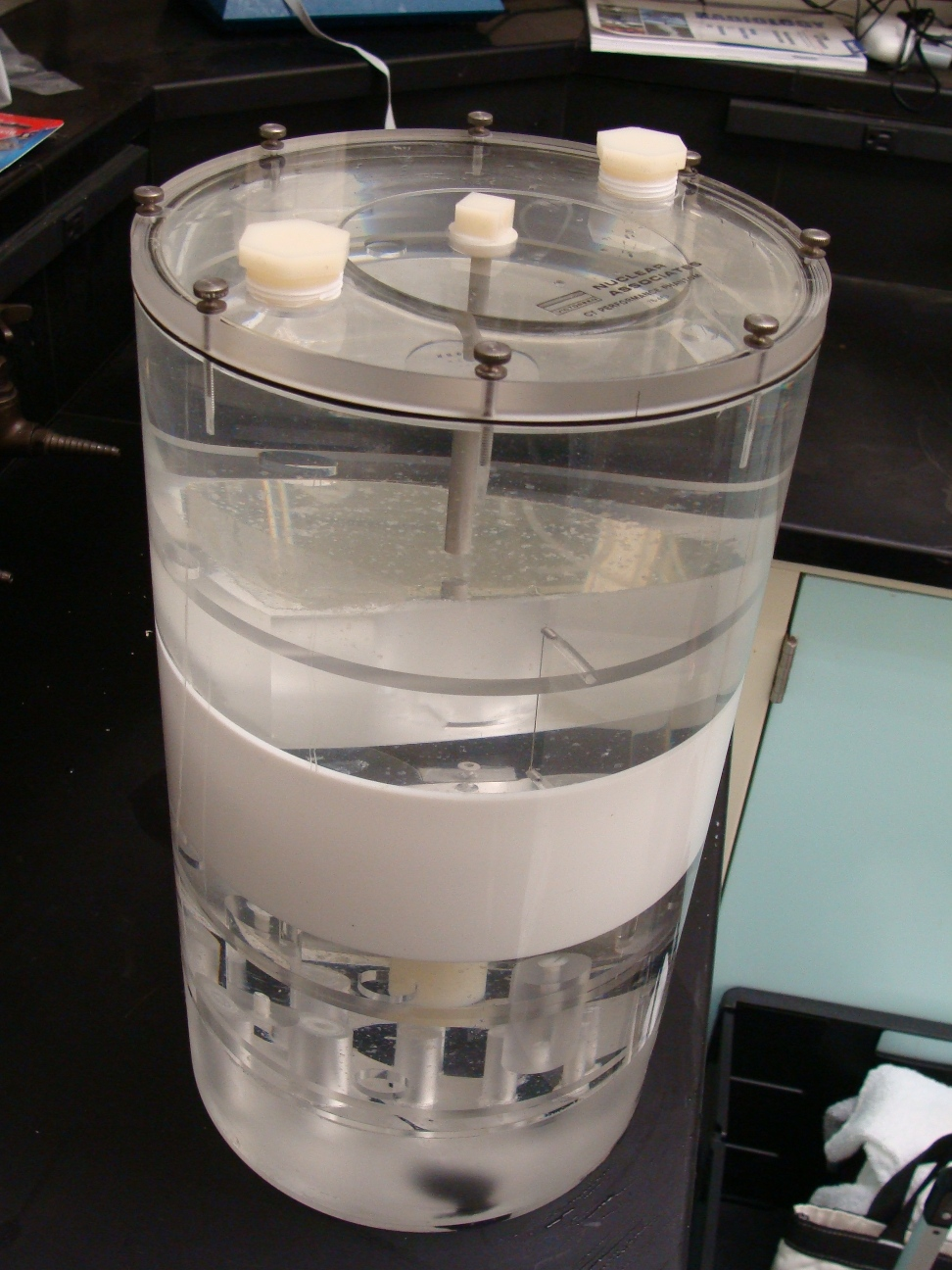
یک شبح جهت بررسی کارکرد برش‌نگاری رایانه‌ای

شبح (به انگلیسی: Phantom)  به ابزاری می‌گویند که بجای انسان یا بافت داخل دستگاه تصویربردار پزشکی می‌گذارند تا آن را تعمیر یا تنظیم کنند.
به بیان دیگر، فانتوم در فیزیک پزشکی به دستگاه یا الگوی آزمایشی گویند که بدن انسان یا قسمتی از بدن انسان را شبیه سازی می‌کند. 

## کابردها
از اشباح برای دستگاه‌های تصویربرداری پزشکی و پرتودرمانی استفاده‌های زیادی می‌گردد. به‌طور نمونه بکمک شبح آشکارسازهایی را واسنجی می‌کنند که تشعشعات ساطع شده از داخل جسم را می‌کند (مثل شبح BOMAB) یا تشعشعات جذب شده در جسم را می‌سنجد (مثل اشباح Shepp-Logan).

### شبح پستان‌نگاری
در پستان‌نگاری، اشباح بدلیل مصرفشان در کنترل کیفیت تجهیزات پستان‌نگاری دارای اهمیت ویژه‌ای هستند. یک شبح پستان‌نگاری معادل یک پستان فشرده (در حدود ۴٫۲ سانتیمتر) با مولفه‌های ساختاری چربی دار و غددی است.
اشباح آزمونگر ACR دارای ۶ خال لیفی، ۵ گروه لکه ، و ۵ ذره جرم دار می‌باشند. جهت قبولی آزمون، شبح بایستی تصویری را نشان دهد که در آن حداقل ۴ لیف، ۳ گروه لکه، و ۳ جرم هویدا باشند.

### اشباح پزشکی هسته ای
- شبح جیزاک